# 聖体機密
聖体機密（ギリシア語: Ευχαριστία, ロシア語: Евхаристия (причащение), 英語: Holy Communion (Eucharist)）とは、ハリストス（キリスト）の体と血となったパンと葡萄酒を食する（領聖する）正教会の機密。正教徒のみが与る。
罪の赦し、永遠の生命、ハリストスとの交わりといった恩寵を得るとされる。